# الشبح (مسلسل)
مسلسل الشبح هو مسلسل سعودي عرض علي شاشة ام بي سي.

## المسلسل
حكاية المسلسل حول رجل سعودي «علي السبع» ترك وطنه منذ ما يزيد على الأربعين عاماً؛ متنقلاً بين أمريكا وأوروبا، إلا أنه يقرر العودة إلى وطنه ليفاجأ بأن شيئاً لم يتغير في قريته الصغيرة «العلا». ومن المرجح أن تفتح طبيعة المسلسل النقاش حول أهمية استثمار المواقع التاريخية درامياً للتعريف بالإرث الحضاري للمملكة، لذا، لا شك أن المشاهدين سوف ينتظرون «الشبح» لمعرفة إذا ما كان العمل التلفزيوني الكوميدي الجديد قد استثمر موقع «مدائن صالح» أم أنه انتهكه.. وإجابة هذا السؤال ستظهر مع عرض المسلسل على شاشة MBC. يذكر أن العمل من إخراج السوري القادم من إيطاليا مهند فرزات وسيناريو علاء حمزة؛ وبطولة كل من خالد اليوسف، خالد سامي، علي السبع، مروى محمد، غزلان وأغادير السعيد إلى جانب عبد العزيز الفريحي، عبد الله المزيني وعبد الله السناني.

## ملاحظه
المخرج المسلسل مهند فرزات مخرج سوري أول مره يخرج مسلسل المسلسل تقنيه جميل اداء جميل عرض على ام بي دراما بلس